# 오사키 (시나가와구)

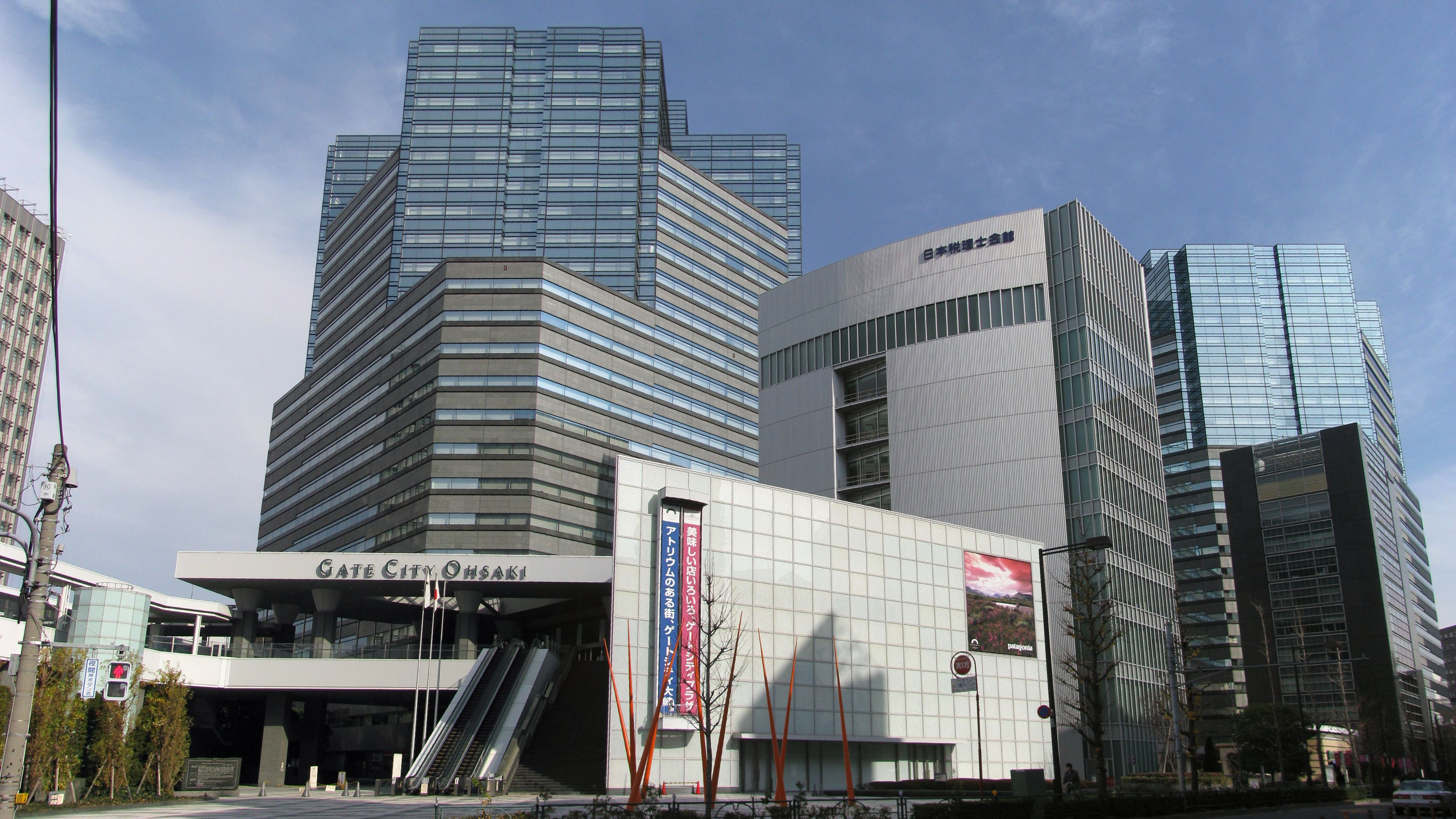

오사키(大崎)는 일본 도쿄도 시나가와구의 지명이다. 2013년 기준으로 행정구역으로는 시나가와 구 오사키 1~5초메에 해당한다.

## 개요
도쿄 도 시나가와 구의 북쪽에 있다. 오사키역을 중심으로 하는 지역이다. 2012년 2월 1일 기준으로 현재의 인구는 1만2천665명이다.

## 교통
- 오사키역

## 시설
- 릿쇼 대학
- 오사키역
- 게이트시티 오사키